# Station Tadworth
Tadworth is een spoorwegstation van National Rail in Reigate and Banstead in Engeland. Het station is eigendom van Network Rail en wordt beheerd door Southern. 